# Primera Federación Femenina 2022-23
La temporada 2022-23 de la Primera Federación Femenina de España es la 22.ª edición de la segunda categoría de fútbol femenino de España y la 1.ª edición bajo dicha denominación, tras cambiarse respecto a la anterior y más genérica de «Segunda División».

## Equipos participantes

### Descensos 2021-22
Un total de 16 equipos disputan la Primera Federación Femenina, incluyendo 14 equipos de la temporada anterior y 2 descendidos de Primera División. 
| Pos. | Descendidos de 1.ª División |
| ---- | --------------------------- |
| 15.º | S. D. Eibar                 |
| 16.º | Rayo Vallecano              |

### Información equipos participantes
| Equipo                | Ciudad                    |
| --------------------- | ------------------------- |
| Athletic Club "B"     | Bilbao                    |
| C. A. Osasuna         | Pamplona                  |
| S. D. Eibar           | Éibar                     |
| DUX Logroño           | Logroño                   |
| F. C. Barcelona "B"   | Barcelona                 |
| R. C. D. Espanyol     | Barcelona                 |
| Deportivo Abanca      | La Coruña                 |
| Real Oviedo           | Oviedo                    |
| Rayo Vallecano        | Madrid                    |
| S. E. AEM             | Lérida                    |
| C. D. Juan Grande     | San Bartolomé de Tirajana |
| C. P. Cacereño        | Cáceres                   |
| Córdoba C. F.         | Córdoba                   |
| Granada C. F.         | Granada                   |
| Fundación Albacete    | Albacete                  |
| U. D. G. Tenerife "B" | Granadilla de Abona       |

## Clasificación
|    | Equipo              | Pts | J  | G  | E  | P  | GF | GC | DG  |
| -- | ------------------- | --- | -- | -- | -- | -- | -- | -- | --- |
| 1  | F. C. Barcelona B   | 59  | 30 | 18 | 5  | 7  | 58 | 31 | 27  |
| 2  | S. D. Eibar         | 53  | 30 | 13 | 14 | 3  | 31 | 18 | 13  |
| 3  | Deportivo Abanca    | 53  | 30 | 15 | 8  | 7  | 52 | 29 | 23  |
| 4  | C. A. Osasuna       | 52  | 30 | 14 | 10 | 6  | 42 | 23 | 19  |
| 5  | Granada C. F.       | 50  | 30 | 14 | 8  | 8  | 40 | 28 | 12  |
| 6  | C. P. Cacereño      | 48  | 30 | 13 | 9  | 8  | 34 | 28 | 6   |
| 7  | S. E. AEM           | 47  | 30 | 14 | 5  | 11 | 35 | 30 | 5   |
| 8  | DUX Logroño         | 43  | 30 | 11 | 10 | 9  | 42 | 38 | 4   |
| 9  | R. C. D. Espanyol   | 40  | 30 | 10 | 10 | 10 | 38 | 35 | 3   |
| 10 | Fundación Albacete  | 37  | 30 | 9  | 10 | 11 | 32 | 32 | 0   |
| 11 | Athletic Club B     | 36  | 30 | 11 | 3  | 16 | 34 | 51 | -17 |
| 12 | Rayo Vallecano      | 35  | 30 | 9  | 8  | 13 | 31 | 45 | -14 |
| 13 | U. D. G. Tenerife B | 34  | 30 | 9  | 7  | 14 | 24 | 37 | -13 |
| 14 | Real Oviedo         | 27  | 30 | 7  | 6  | 17 | 28 | 45 | -17 |
| 15 | Córdoba C. F.       | 24  | 30 | 6  | 6  | 18 | 27 | 48 | -21 |
| 16 | C. D. Juan Grande   | 19  | 30 | 4  | 7  | 19 | 24 | 54 | -30 |

Fuente: RFEF
Pts = Puntos; J = Partidos Jugados; G = Partidos Ganados; E = Partidos Empatados; P = Partidos Perdidos; GF = Goles a Favor; GC = Goles en Contra: DG = Diferencia entre goles a favor y goles en contra 
|  | Ascenso a Primera División            |
|  | Playoff de ascenso a Primera División |
|  | Descenso a Segunda Federación         |

### Evolución de la clasificación
| Jornada             | 1  | 2  | 3  | 4  | 5  | 6  | 7  | 8  | 9  | 10 | 11 | 12 | 13 | 14 | 15 | 16 | 17 | 18 | 19 | 20 | 21 | 22 | 23 | 24 | 25 | 26 | 27 | 28 | 29 | 30 |
| Equipo              |    |    |    |    |    |    |    |    |    |    |    |    |    |    |    |    |    |    |    |    |    |    |    |    |    |    |    |    |    |    |
| ------------------- | -- | -- | -- | -- | -- | -- | -- | -- | -- | -- | -- | -- | -- | -- | -- | -- | -- | -- | -- | -- | -- | -- | -- | -- | -- | -- | -- | -- | -- | -- |
| F. C. Barcelona B   | 7  | 5  | 2  | 1  | 2  | 3  | 2  | 6  | 4  | 6  | 7  | 6  | 5  | 4  | 5  | 4  | 4  | 3  | 1  | 1  | 1  | 1  | 1  | 1  | 1  | 1  | 1  | 1  | 1  | 1  |
| S. D. Eibar         | 10 | 6  | 4  | 3  | 1  | 1  | 1  | 1  | 1  | 2  | 2  | 3  | 1  | 1  | 2  | 3  | 3  | 4  | 3  | 3  | 4  | 4  | 5  | 2  | 2  | 4  | 2  | 2  | 2  | 2  |
| Deportivo Abanca    | 1  | 3  | 1  | 5  | 3  | 2  | 3  | 2  | 3  | 3  | 3  | 1  | 2  | 2  | 1  | 1  | 1  | 1  | 2  | 4  | 2  | 2  | 2  | 3  | 3  | 2  | 3  | 3  | 3  | 3  |
| C. A. Osasuna       | 4  | 1  | 3  | 2  | 4  | 6  | 4  | 3  | 5  | 4  | 1  | 2  | 4  | 5  | 6  | 7  | 8  | 7  | 6  | 7  | 5  | 5  | 3  | 4  | 4  | 3  | 4  | 4  | 4  | 4  |
| Granada C. F.       | 9  | 12 | 13 | 12 | 9  | 5  | 6  | 7  | 7  | 7  | 5  | 5  | 7  | 8  | 8  | 8  | 7  | 5  | 5  | 5  | 6  | 6  | 6  | 5  | 5  | 7  | 6  | 5  | 5  | 5  |
| C. P. Cacereño      | 3  | 8  | 9  | 4  | 5  | 8  | 7  | 5  | 2  | 1  | 4  | 4  | 3  | 3  | 3  | 2  | 2  | 2  | 4  | 2  | 3  | 3  | 4  | 7  | 7  | 5  | 7  | 7  | 7  | 6  |
| S. E. AEM           | 2  | 10 | 5  | 7  | 12 | 13 | 13 | 13 | 12 | 9  | 9  | 9  | 8  | 7  | 7  | 6  | 5  | 6  | 7  | 6  | 8  | 8  | 8  | 8  | 8  | 6  | 5  | 6  | 6  | 7  |
| DUX Logroño         | 6  | 2  | 8  | 11 | 8  | 4  | 5  | 4  | 6  | 5  | 6  | 8  | 6  | 6  | 4  | 5  | 6  | 8  | 8  | 8  | 7  | 7  | 7  | 6  | 6  | 8  | 8  | 8  | 8  | 8  |
| R. C. D. Espanyol   | 12 | 9  | 10 | 14 | 7  | 10 | 8  | 9  | 8  | 8  | 8  | 7  | 9  | 9  | 9  | 9  | 9  | 9  | 9  | 9  | 9  | 9  | 9  | 9  | 9  | 9  | 9  | 9  | 9  | 9  |
| Fundación Albacete  | 5  | 11 | 12 | 8  | 13 | 9  | 10 | 10 | 10 | 10 | 10 | 10 | 10 | 10 | 10 | 10 | 10 | 10 | 10 | 10 | 10 | 10 | 10 | 10 | 11 | 11 | 12 | 12 | 10 | 10 |
| Athletic Club B     | 13 | 16 | 15 | 15 | 15 | 16 | 16 | 16 | 16 | 16 | 16 | 15 | 16 | 15 | 15 | 15 | 14 | 15 | 15 | 13 | 14 | 14 | 14 | 14 | 15 | 13 | 13 | 13 | 12 | 11 |
| U. D. G. Tenerife B | 8  | 7  | 7  | 10 | 6  | 11 | 11 | 11 | 13 | 13 | 13 | 14 | 14 | 12 | 12 | 11 | 11 | 11 | 11 | 12 | 12 | 12 | 13 | 13 | 12 | 12 | 11 | 10 | 11 | 13 |
| Rayo Vallecano      | 16 | 15 | 16 | 16 | 16 | 15 | 15 | 15 | 15 | 14 | 14 | 13 | 13 | 14 | 14 | 14 | 15 | 12 | 12 | 11 | 11 | 11 | 11 | 11 | 10 | 10 | 10 | 11 | 13 | 12 |
| Real Oviedo         | 14 | 13 | 11 | 6  | 11 | 7  | 9  | 8  | 9  | 11 | 11 | 11 | 11 | 11 | 11 | 12 | 12 | 13 | 13 | 14 | 13 | 13 | 12 | 12 | 13 | 14 | 14 | 14 | 14 | 14 |
| Córdoba C. F.       | 15 | 14 | 14 | 13 | 10 | 12 | 12 | 12 | 11 | 12 | 12 | 12 | 12 | 13 | 13 | 13 | 13 | 14 | 14 | 15 | 15 | 15 | 15 | 15 | 14 | 15 | 15 | 15 | 15 | 15 |
| C. D. Juan Grande   | 11 | 4  | 6  | 9  | 14 | 14 | 14 | 14 | 14 | 15 | 15 | 16 | 15 | 16 | 16 | 16 | 16 | 16 | 16 | 16 | 16 | 16 | 16 | 16 | 16 | 16 | 16 | 16 | 16 | 16 |

## Resultados
| Local \ Visitante   | ALB | ATH | BAR | CAC | COR | DEP | EIB | ESP | GRA | JUA | LLE | LOG | OSA | OVI | RAY | TEN |
| ------------------- | --- | --- | --- | --- | --- | --- | --- | --- | --- | --- | --- | --- | --- | --- | --- | --- |
| Fundación Albacete  | —   | 2–0 | 4–0 | 1–0 | 0–0 | 2–3 | 1–1 | 0–0 | 0–1 | 2–1 | 3–2 | 0–2 | 0–0 | 4–0 | 1–1 | 0–1 |
| Athletic Club B     | 3–0 | —   | 0–3 | 1–3 | 0–2 | 0–3 | 0–1 | 3–4 | 1–0 | 3–1 | 1–0 | 1–0 | 3–3 | 0–1 | 2–0 | 1–0 |
| F. C. Barcelona B   | 4–1 | 3–0 | —   | 1–1 | 2–0 | 1–0 | 2–0 | 3–2 | 1–1 | 5–1 | 3–0 | 2–2 | 1–2 | 2–1 | 3–1 | 2–0 |
| C. P. Cacereño      | 0–1 | 1–3 | 0–2 | —   | 1–0 | 4–0 | 1–2 | 0–0 | 2–1 | 2–2 | 1–1 | 2–2 | 1–0 | 2–1 | 3–2 | 1–0 |
| Córdoba C. F.       | 2–0 | 2–2 | 1–1 | 1–1 | —   | 1–1 | 0–1 | 0–2 | 1–2 | 4–1 | 1–0 | 1–2 | 0–3 | 3–0 | 0–2 | 0–5 |
| Deportivo Abanca    | 2–1 | 2–1 | 0–3 | 0–2 | 3–1 | —   | 1–1 | 4–0 | 2–2 | 6–2 | 1–0 | 3–0 | 3–0 | 1–2 | 4–0 | 4–0 |
| S. D. Eibar         | 1–1 | 3–1 | 2–0 | 2–1 | 2–0 | 1–0 | —   | 0–0 | 1–1 | 0–0 | 0–1 | 1–1 | 0–1 | 1–0 | 2–0 | 0–0 |
| R. C. D. Espanyol   | 0–1 | 3–0 | 1–2 | 0–0 | 2–0 | 2–2 | 1–1 | —   | 1–3 | 0–0 | 0–0 | 1–1 | 0–0 | 4–0 | 3–0 | 2–1 |
| Granada C. F.       | 2–1 | 2–0 | 2–3 | 0–1 | 1–0 | 0–1 | 0–0 | 2–0 | —   | 3–0 | 2–0 | 3–3 | 1–1 | 1–0 | 2–1 | 0–1 |
| C. D. Juan Grande   | 0–0 | 1–2 | 0–2 | 0–1 | 0–3 | 1–1 | 0–1 | 1–3 | 1–2 | —   | 2–0 | 1–0 | 1–2 | 1–1 | 1–1 | 1–0 |
| S. E. AEM           | 2–0 | 2–0 | 2–0 | 0–0 | 3–1 | 1–0 | 1–1 | 2–0 | 1–0 | 2–0 | —   | 1–2 | 1–5 | 3–1 | 0–1 | 4–0 |
| DUX Logroño         | 1–1 | 5–0 | 2–2 | 2–1 | 4–1 | 0–0 | 0–1 | 1–2 | 1–2 | 1–0 | 0–2 | —   | 0–3 | 2–1 | 1–1 | 2–1 |
| C. A. Osasuna       | 1–1 | 1–0 | 1–0 | 0–0 | 2–0 | 0–1 | 0–1 | 3–2 | 2–0 | 3–4 | 3–0 | 0–1 | —   | 2–0 | 0–0 | 0–0 |
| Real Oviedo         | 1–1 | 0–2 | 3–2 | 0–1 | 1–0 | 1–1 | 1–1 | 3–0 | 0–2 | 2–1 | 0–1 | 2–2 | 1–1 | —   | 0–1 | 4–0 |
| Rayo Vallecano      | 1–0 | 2–2 | 0–3 | 3–0 | 3–1 | 0–3 | 1–1 | 0–2 | 1–1 | 1–0 | 2–2 | 0–1 | 1–3 | 2–1 | —   | 3–1 |
| U. D. G. Tenerife B | 0–3 | 1–2 | 1–0 | 0–1 | 1–1 | 0–0 | 2–2 | 2–1 | 1–1 | 1–0 | 0–1 | 2–1 | 0–0 | 1–0 | 2–0 | —   |

## Playoff de ascenso a Primera División

### Clasificados
- R. C. Deportivo de La Coruña (3º)
- C.A. Osasuna (4º)
- Granada C. F. (5º)
- C. P. Cacereño (6º)

### Cuadro
|  | Semifinales                        | Semifinales | Semifinales                        | Semifinales |   |                     | Final | Final | Final | Final |  |
|  |                                    |             |                                    |             |   |                     |       |       |       |       |  |
|  |                                    |             |                                    |             |   |                     |       |       |       |       |  |
|  | Granada C. F. (5.º)                | 2           | 3                                  | 5           |   |                     |       |       |       |       |  |
|  | Granada C. F. (5.º)                | 2           | 3                                  | 5           |   |                     |       |       |       |       |  |
|  | C.A. Osasuna (4.º)                 | 0           | 0                                  | 0           |   |                     |       |       |       |       |  |
|  | C.A. Osasuna (4.º)                 | 0           | 0                                  | 0           |   | Granada C. F. (5.º) | 2     | 0     | 2     |       |  |
|  |                                    |             |                                    |             |   | Granada C. F. (5.º) | 2     | 0     | 2     |       |  |
|  |                                    |             | R. C. Deportivo de La Coruña (3.º) | 0           | 1 | 1                   |       |       |       |       |  |
|  | C. P. Cacereño (6.º)               | 0           | R. C. Deportivo de La Coruña (3.º) | 0           | 1 | 1                   | 1     | 1     |       |       |  |
|  | C. P. Cacereño (6.º)               | 0           |                                    |             |   |                     | 1     | 1     |       |       |  |
|  | R. C. Deportivo de La Coruña (3.º) | 0           | 1                                  | 1           |   |                     |       |       |       |       |  |
|  | R. C. Deportivo de La Coruña (3.º) | 0           | 1                                  | 1           |   |                     |       |       |       |       |  |
|  |                                    |             |                                    |             |   |                     |       |       |       |       |  |

### Semifinales

#### C.A. Osasunavs.Granada C. F.
| Ida; 20 de mayo de 2023; 13:00 | Granada C. F.                        | 2:0 (1:0) | C.A. Osasuna | Ciudad Deportiva del Granada CF, Granada |                                  |
|                                | Alicia Redondo 10' · Laura Pérez 82' | Reporte   |              | Árbitro(s): Melissa Lopez Osorio         | Árbitro(s): Melissa Lopez Osorio |

| Vuelta; 27 de mayo de 2023; 12:00 | C.A. Osasuna | 0:3 (0:1) (Global 0:5) | Granada C. F.                   | Instalaciones Deportivas de Tajonar, Pamplona |                                      |
|                                   |              | Reporte                | Ángeles Del Álamo 33', 41', 83' | Árbitro(s): Andrea Fírvida Fernández          | Árbitro(s): Andrea Fírvida Fernández |
| Granada C. F. avanza a la final.  |              |                        |                                 |                                               |                                      |

| Pasa a la final Granada C. F. |

#### R. C. Deportivo de La Coruñavs.C. P. Cacereño
| Ida; 21 de mayo de 2023; 12:00 | C. P. Cacereño | 0:0     | R. C. Deportivo de La Coruña | Campos Federativos Manuel Sánchez Delgado, Cáceres |                                  |
|                                |                | Reporte |                              | Árbitro(s): Josefa Sánchez Gómez                   | Árbitro(s): Josefa Sánchez Gómez |

| Vuelta; 27 de mayo de 2023; 12:00               | R. C. Deportivo de La Coruña | 1:1 (1:1) (Global 1:1) | C. P. Cacereño | Ciudad Deportiva de Abegondo, La Coruña        |                                                |
|                                                 | Cristina Martínez 57'        | Reporte                | Edna Imade 59' | Árbitro(s): Lorena Del Mar Trujillano Gallardo | Árbitro(s): Lorena Del Mar Trujillano Gallardo |
| R. C. Deportivo de La Coruña avanza a la final. |                              |                        |                |                                                |                                                |

| Pasa a la final R. C. Deportivo de La Coruña |

### Final

#### Granada C. F.vs.R. C. Deportivo de La Coruña
| Ida; 3 de junio de 2023; 20:00 | Granada C. F.                          | 2:0 (0:0) | R. C. Deportivo de La Coruña | Ciudad Deportiva del Granada CF, Granada |                                   |
|                                | Laura Requena 88' · Cinthia Pamela 90' | Reporte   |                              | Árbitro(s): Elena Martínez Moreno        | Árbitro(s): Elena Martínez Moreno |

| Vuelta; 10 de junio de 2023; 12:00                 | R. C. Deportivo de La Coruña | 1:0 (0:0) | Granada C. F. | Ciudad Deportiva de Abegondo, La Coruña |  |
|                                                    | Ainhoa Marín 89'             |           |               |                                         |  |
| Granada C.F. asciende a Primera División Femenina. |                              |           |               |                                         |  |

| Asciende a Primera División Granada C. F. |

## Datos y estadísticas

### Récords
| Récords de equipos       | Récords de equipos | Récords de equipos                       | Récords de equipos | Récords de equipos           | Récords de equipos | Récords de equipos     | Récords de equipos    | Récords de equipos |
| Récord                   | Fecha              | Equipo/s                                 | Local              |                              | Resultado          |                        | Visitante             | Rep.               |
| ------------------------ | ------------------ | ---------------------------------------- | ------------------ | ---------------------------- | ------------------ | ---------------------- | --------------------- | ------------------ |
| Más goles en un partido  | 07/05/2023         | Deportivo Abanca y C. D. Juan Grande (8) | Deportivo Abanca   | Bandera de Galicia           | 6 – 2              | Bandera de Canarias    | C. D. Juan Grande     | Jornada 29         |
| Mayor victoria local     | 18/09/2022         | DUX Logroño (+5)                         | DUX Logroño        | Bandera de La Rioja (España) | 5 – 0              | Bandera del País Vasco | Athletic Club "B"     | Jornada 2          |
| Mayor victoria visitante | 29/04/2023         | U. D. G. Tenerife "B" (+5)               | Córdoba C. F.      | Bandera de Andalucía         | 0 – 5              | Bandera de Canarias    | U. D. G. Tenerife "B" | Jornada 28         |

Fuente: Fútbol Regional